# Buddy Baer
Buddy Baer (* 11. Juni 1915 in Denver, Colorado als Jacob Henry Baer; † 18. Juli 1986 in Martinez, Kalifornien) war ein US-amerikanischer Boxer im Schwergewicht und späterer Schauspieler. Er war der Bruder von Max Baer.

## Privates
Sein Bruder Max Baer wurde noch bekannter als Boxer, sein Neffe Max Baer junior (* 1937) ist ein Schauspieler und Filmemacher. Buddy Baer war noch sehr jung, als er mit seiner Familie von Denver nach Livermore zog.
Jacob Henry Baer war viermal verheiratet und Vater eines Kindes. Er starb am 18. Juli 1986 in Martinez, Kalifornien im Alter von 71 Jahren.

## Boxkarriere
Baer hatte enorme Schlagkraft und einen sehr muskulösen Körper. Am 23. September 1934 gab er gegen Tiny Abbott sein Profidebüt und gewann durch Knockout in Runde 1.
Er konnte seine ersten 13 Kämpfe alle durch K. o. gewinnen. In seinem 14. Kampf wurde er jedoch völlig überraschend von Babe Hunt nach Punkten über vier Runden geschlagen. Er konnte einige Gegner problemlos schlagen, bis er auf Ford Smith traf und gegen diesen seine zweite Punktniederlage einstecken musste. Er gewann seine nächsten drei Kämpfe, Andre Lenglet fügte ihm allerdings seine dritte Punktniederlage zu.
1936 traf er wieder auf Babe Hunt, der ihn schon einmal bezwungen hatte. Diesmal schlug er Hunt in der ersten Runde schwer k.o. Er konnte weitere beeindruckende Siege erringen, die meisten davon waren klassische Knockouts.
Im März 1938 bekam er es mit dem finnischen Amateureuropameister Gunnar Bärlund zu tun. Baer verlor das erste Mal durch T.K.o. Aber er machte weiter, denn er war erst 22 Jahre alt. Er schlug seine Gegner weiter beeindruckend. Allerdings musste er eine weitere Punktniederlage einstecken. Doch er meldete sich mit einem beeindruckenden Sieg gegen Tony Galento zurück.
Am 23. Mai 1941 kam es zum Kampf gegen Joe Louis. Baer schlug Louis in der ersten Runde mit einem extrem harten linken Haken aus dem Ring. Louis wurde angezählt, kam aber rechtzeitig wieder in den Ring und entschied den Kampf noch durch Disqualifikation für sich. Acht Monate später kam es zum Rückkampf. Baer hatte diesmal keine Chance, wurde in der ersten Runde insgesamt dreimal zu Boden geschlagen und beim dritten Mal ausgezählt. Er beendete nach dieser schweren Niederlage seine Karriere.
Buddy Baer sagte später einmal zu seinem zweiten Kampf gegen Joe Louis: „Der einzige Weg, wie ich Joe in dieser Nacht hätte schlagen können, wäre mit einem Baseballschläger“.
Im Jahr 2003 wurde Buddy Baer vom Ringmagazin in die Liste der 100 besten Puncher aller Zeiten aufgenommen.

## Filmkarriere
Im Zweiten Weltkrieg diente Buddy Baer in der US-Armee. Seit Ende der 1940er-Jahre stand er regelmäßig für Film- und Fernsehproduktionen vor der Kamera. Bekannt wurde Buddy Baer insbesondere durch seine Rolle im Monumentalfilm Quo vadis? 1951, wo er als riesiger Leibwächter Ursus die von Deborah Kerr verkörperte christliche Staatsgeisel Lygia zu schützen hatte. In einem spektakulären Schaukampf besiegt er am Ende im Amphitheater Roms einen gewaltigen, wilden Stier und läutet damit das Ende Neros, verkörpert von Peter Ustinov, ein. 1952 spielte er unter der Regie von Howard Hawks in dem Western The Big Sky – Der weite Himmel an der Seite von Kirk Douglas die Rolle des Romaine. In dem Abenteuerfilm Der Rebell von Java von 1953 wurde er ebenfalls aufgrund seiner athletischen Gestalt mit einer kleineren Rolle betraut. 1958 spielte er eine Hauptrolle als Riese Vargas in In den Klauen des Giganten von Richard E. Cunha. Im Fernsehen gab er in Westernserien wie Cheyenne, Tausend Meilen Staub oder Rauchende Colts oft körperlich einschüchternde Schurken und Banditen. Eine Hauptrolle hatte er in der in den Jahren 1959 bis 1960 laufenden Fernsehserie Tales of the Vikings über die Wikinger. Mitte der 1960er-Jahre zog er sich aus dem Filmgeschäft zurück.

## Filmografie (Auswahl)
- 1937: Take It From Me
- 1949: Verrücktes Afrika (Africa Screams)
- 1951: Quo vadis?
- 1951: Drei Frauen erobern New York (Two Tickets to Broadway)
- 1951: Die Flamme von Arabien (Flame of Araby)
- 1952: Hans und die Bohnenstange (Jack and the Beanstalk)
- 1952: The Big Sky – Der weite Himmel (The Big Sky)
- 1953: Du und keine andere (Dream Wife)
- 1953: Der Rebell von Java (Fair Wind to Java)
- 1954: Kalifornische Sinfonie (Jubilee Trail)
- 1956: Straße des Verbrechens (Slightly Scarlet)
- 1957: Cheyenne (Fernsehserie, Folge Big Ghost Basin)
- 1957: Rauchende Colts (Gunsmoke, Fernsehserie, Folge Never Pester Chester)
- 1957: Corky und der Zirkus (Circus Boy, Fernsehserie, Folge The Gentle Giant)
- 1958: In den Klauen des Giganten (Giant from the Unknown)
- 1958: Superman – Retter in der Not (Superman, Fernsehserie, Folge Three in One)
- 1958: Peter Gunn (Fernsehserie, Folge The Chinese Hangman)
- 1959–1960: Tales of the Vikings (Fernsehserie, 37 Folgen)
- 1961: Schneewittchen & The Three Stooges
- 1963: Tausend Meilen Staub (Rawhide, Fernsehserie, Folge Incident at El Crucero)
- 1966: Der Tag der Abrechnung (Ride Beyond Vengeance)